# 中標津郵便局
中標津郵便局（なかしべつゆうびんきょく）は、北海道標津郡中標津町にある郵便局。民営化前の分類では集配普通郵便局であった。局番号は93017。

## 概要
住所：〒086-1199 北海道標津郡中標津町西5条南1丁目1-6

## 沿革
- 1928年（昭和3年）7月21日 - 開局。
- 1950年（昭和25年）
  - 10月1日 - 特定郵便局から普通郵便局へ局種別改定[1]。
  - 11月16日 - 電気通信業務を、新設の中標津電報電話局に移管[2]。
- 1952年（昭和27年）6月 - 局舎新築落成。
- 1968年（昭和43年）10月31日 - 中標津町大通北1丁目から同町西1条北1丁目に移転。
- 1999年（平成11年） - 外国通貨の両替および旅行小切手の売買に関する業務取扱を開始。
- 2003年（平成15年）9月29日 - 中標津町西1条北1丁目2から同町西5条南1丁目1-6に移転[3]。
- 2006年（平成18年）9月19日 - 開陽郵便局、計根別郵便局から集配業務を移管[4]。
- 2007年（平成19年）10月1日 - 民営化に伴い、併設された郵便事業中標津支店に一部業務を移管。
- 2012年（平成24年）10月1日 - 日本郵便株式会社の発足に伴い、郵便事業中標津支店を中標津郵便局に統合。

## 取扱内容
- 郵便、印紙、ゆうパック、内容証明
- 貯金、為替、振替、振込、国際送金、外貨両替・トラベラーズチェック、国債、投資信託
- 生命保険、バイク自賠責保険、自動車保険
- ゆうちょ銀行ATM
- 標津郡中標津町内の一部地域（〒086-10xx、086-11xx）の集配業務
- ゆうゆう窓口

## 周辺
- 北海道新聞社中標津支局
- 中標津町立中標津小学校
- 北海道中標津高等学校
- 北海道釧路方面中標津警察署
- 国道272号

## アクセス
- 根室中標津空港から南へ約4.5km
- 阿寒バス（市内循環線）
- 駐車場あり：17台